# Цзянчен-Хані-Їський автономний повіт
22°35′13″ пн. ш. 101°51′31″ сх. д. / 22.58683° пн. ш. 101.85853° сх. д.
Цзянчен-Хані-Їський автономний повіт (кит. 江城哈尼族彝族自治县, пін. Jiāngchéng Hānízú Yízú Zìzhìxiàn) — один із повітів КНР у складі префектури Пуер, провінція Юньнань. Адміністративний центр — містечко Менлє.

## Географія
Цзянчен-Хані-Їський автономний повіт лежить на південному сході префектури у межах Юньнань-Гуйчжоуського плато на річці Да (басейн Хонгха).

### Клімат
Повіт знаходиться у зоні, котра характеризується океанічним кліматом субтропічних нагір'їв. Найтепліший місяць — червень із середньою температурою 22,8 °C. Найхолодніший місяць — січень, із середньою температурою 13,1 °С.
| Клімат повіту Цзянчен-Хані-Ї | Клімат повіту Цзянчен-Хані-Ї | Клімат повіту Цзянчен-Хані-Ї | Клімат повіту Цзянчен-Хані-Ї | Клімат повіту Цзянчен-Хані-Ї | Клімат повіту Цзянчен-Хані-Ї | Клімат повіту Цзянчен-Хані-Ї | Клімат повіту Цзянчен-Хані-Ї | Клімат повіту Цзянчен-Хані-Ї | Клімат повіту Цзянчен-Хані-Ї | Клімат повіту Цзянчен-Хані-Ї | Клімат повіту Цзянчен-Хані-Ї | Клімат повіту Цзянчен-Хані-Ї | Клімат повіту Цзянчен-Хані-Ї |
| Показник                     | Січ.                         | Лют.                         | Бер.                         | Квіт.                        | Трав.                        | Черв.                        | Лип.                         | Серп.                        | Вер.                         | Жовт.                        | Лист.                        | Груд.                        | Рік                          |
| Середній максимум, °C        | 20,4                         | 23                           | 25,9                         | 28,1                         | 27,9                         | 27,5                         | 26,9                         | 27,6                         | 26,9                         | 25                           | 22,5                         | 19,9                         | 25,4                         |
| Середня температура, °C      | 13,1                         | 14,5                         | 17,3                         | 20,2                         | 21,8                         | 22,8                         | 22,5                         | 22,4                         | 21,4                         | 19,6                         | 16,2                         | 13,2                         | 18,8                         |
| Середній мінімум, °C         | 9,1                          | 9,4                          | 11,8                         | 15,1                         | 18                           | 20,2                         | 20,1                         | 19,8                         | 18,5                         | 16,7                         | 12,9                         | 9,6                          | 13,8                         |
| Норма опадів, мм             | 28.2                         | 31.2                         | 44.2                         | 91.3                         | 261.6                        | 355.6                        | 485                          | 413.1                        | 256.6                        | 164.1                        | 86.9                         | 35.4                         | 2253.2                       |
| Вологість повітря, %         | 83                           | 77                           | 74                           | 75                           | 81                           | 86                           | 88                           | 87                           | 87                           | 87                           | 86                           | 85                           | 83                           |
| ---------------------------- | ---------------------------- | ---------------------------- | ---------------------------- | ---------------------------- | ---------------------------- | ---------------------------- | ---------------------------- | ---------------------------- | ---------------------------- | ---------------------------- | ---------------------------- | ---------------------------- | ---------------------------- |
| Джерело: data.cma.cn         |                              |                              |                              |                              |                              |                              |                              |                              |                              |                              |                              |                              |                              |